# 2001 au Québec
Cet article traite des événements survenus en 2001 au Québec. 

## Événements

### Janvier
- 11 janvier : Lucien Bouchard annonce sa démission lors d'un discours émouvant. Il dit avoir été incapable de rallumer la flamme souverainiste et désire retrouver une vie familiale. Sa démission prendra effet à la suite du congrès à la chefferie[1].
- 14 janvier : Yves Michaud annonce qu'il ne sera pas candidat péquiste dans Mercier. Selon lui, Lucien Bouchard est "intolérant" et la motion votée contre lui à l'Assemblée nationale lui a fait un tort irréparable[2].
- 17 janvier : le rapport de la commission Clair sur la santé recommande un certain retour à une médecine familiale. Il préconise également la création d'une caisse d'assurance-vieillesse[3].
- 21 janvier : Bernard Landry annonce sa candidature à la chefferie du Parti québécois[4].
- 23 janvier : lors d'une envolée oratoire contre le fédéral, Bernard Landry qualifie le drapeau canadien de "chiffon rouge"[5].
- 26 janvier : sortie du film 15 février 1839 de Pierre Falardeau[6].
- 31 janvier : l'homme d'affaires américain George Gillett achète les Canadiens de Montréal au coût de 275 millions de dollars[7].

### Février
- 18 février : nouvelle manifestation à Baie-D'Urfé contre les fusions municipales[8].
- 22 février : Andrée P. Boucher annonce qu'elle se présente aux élections à la mairie de Québec en novembre prochain[9].
- 24 février : l'Association pour une solidarité syndicale étudiante (ASSÉ) est fondée à Sherbrooke[10].
- 25 février : Maelström est sacré meilleur film de l'année lors du Gala des Jutra. Marie-Josée Croze et Paul Ahmarani remportent les Jutra de meilleure actrice et meilleur acteur[11].
- 26 février : Gérald Tremblay se présente comme candidat à la mairie de Montréal[12].

### Mars
- 8 mars : le gouvernement Bernard Landry est assermenté. Ses principaux ministres sont Pauline Marois (Finances et Sciences, Recherche et Technologie), Rémy Trudel (Santé), François Legault (Éducation), Jean Rochon (Travail et Solidarité sociale), Guy Chevrette (Transports, Autochtones), Louise Beaudoin (Relations internationales), Paul Bégin (Justice), Serge Ménard (Sécurité publique), André Boisclair (Environnement) et Joseph Facal (Affaires fédérales-provinciales). Citons aussi Jacques Brassard, Louise Harel, Diane Lemieux, Nicole Léger et François Gendron[13].
- 9 mars : la première session de la 36e législature est prorogée[14].
- 22 mars : Bernard Landry ouvre sa première session parlementaire en tant que premier ministre. Il s'agit de la deuxième session de la 36e législature[14].
- 28 mars : l'opération Printemps 2001, la plus importante rafle policière de l'histoire du Québec à l'époque, donne lieu à 150 arrestations, principalement des Hells Angels[15].
- 29 mars : le premier discours du budget de Pauline Marois annonce des dépenses de 49 milliards avec un surplus de 2,6 milliards[16].

### Avril
- 9 avril : le PQ perd l'élection partielle de Mercier qui tombe aux mains des libéraux pour la première fois depuis 1976[14].
- 20 avril : ouverture du Sommet des Amériques de Québec. Des manifestants anti-mondialisation réussissent à renverser le mur du périmètre de sécurité près du Grand Théâtre mais sont refoulés par les policiers[17].
- 21 avril : 50 000 personnes participent à la marche du Sommet des peuples à Québec en vue de protester contre la mondialisation de l'économie[18].
- 22 avril : 
  - il y a 280 arrestations à la suite d'une nuit d'émeute sur la côte d'Abraham et dans le quartier Saint-Roch[18].
  - fin du Sommet des Amériques. Les 34 chefs d'État présents s'engagent à créer une ZLÉA (zone de libre-échange des Amériques) pour décembre 2002[18].

### Mai
- 2 mai : annonce que le premier ministre du Québec aura une résidence officielle située aux deux derniers étages de l'édifice Price à Québec[19].
- 9 mai : Dave Hilton Jr. est condamné à 7 ans de prison pour avoir agressé sexuellement deux filles d'âge mineure[20].

### Juin
- 3 juin : Vivian Barbot est élue présidente de la Fédération des femmes du Québec, succédant ainsi à Françoise David[21].
- 13 juin : le comédien Jean Lapointe est nommé sénateur[22].
- 19 juin : une tornade de force 2 (180-250 km/h) s'abat sur Saint-Gédéon dans la région du lac Saint-Jean faisant pour plusieurs milliers de dollars de dégât[23].
- 21 juin : le gouvernement fait adopter la loi réformant le Code du travail et instituant la Commission des relations du travail ainsi que celle mettant en application les fusions municipales[24].
- 28 juin : la Cour supérieure refuse d'invalider la loi 170 sur les fusions municipales[25].
- 30 juin : les orphelins de Duplessis acceptent l'offre gouvernementale de 37,5 millions de dollars[26].

### Juillet
- 5 juillet : le CRTC accepte l'achat du Groupe TVA par Québecor à condition que celle-ci se départisse de TQS[27].
- 8 juillet : début d'une tournée économique de Bernard Landry en Europe[28].
- 13 juillet : Rémy Trudel annonce une campagne de vaccination contre la méningite pour tous les Québécois âgés de 20 ans et moins[29].

### Août
- 4 août : célébration du tricentenaire de la Grande Paix de Montréal[30].
- 16 août : la Cour supérieure valide la loi autorisant la construction de la ligne hydro-électrique Hertel-Des Cantons[31].
- 20 août : le rapport Larose sur la protection de la langue française préconise la création d'une citoyenneté québécoise qui garantirait, selon lui, l'adoption du français par les immigrants[32].
- 24 août : Robert Piché, commandant de bord du vol d'Air Transat 236 entre Toronto et Lisbonne, réussit avec son copilote Dirk de Jager d'un atterrissage d'urgence sur la piste de la base de Lajes, aux Açores, sans moteurs et après un vol plané de plus de 20 minutes à cause d'une fuite de carburant, sauvant la vie de 293 passagers et des 13 membres d'équipage[33].
- 28 août : inauguration du nouveau monument de René Lévesque face à l'Assemblée nationale[14].

### Septembre
- 1er septembre : entrée en ondes du canal ARTV[34].
- 6 septembre : annonce que le pilote automobile Jacques Villeneuve portera les couleurs du Québec lors du prochain Grand Prix des États-Unis de Formule 1[35].
- 12 septembre : Hydro-Québec renforce la sécurité autour de la centrale nucléaire Gentilly-2 à la suite de l'attentat contre le World Trade Center[36].
- 18 septembre : Quebecor vend TQS à Cogeco pour la somme de 74 millions de dollars[37].
- 25 septembre : GM annonce la fermeture de son usine de Boisbriand pour septembre 2002[38].

### Octobre
- 1er octobre : le PLQ remporte les élections partielles de Jonquière et Laviolette, le PQ celles de Labelle et Blainville. Richard Legendre devient le nouveau député de Blainville[14].
- 4 octobre : la ministre Agnès Maltais annonce la gratuité des avortements dans les hôpitaux publics[35].
- 16 octobre : la Cour d'appel confirme la constitutionnalité de la loi 170[8].
- 22 octobre : inauguration de l'usine d'assemblage de jets régionaux par Bombardier à Mirabel[39].
- 23 octobre : Québec et les Cris signent une entente portant sur le développement des ressources naturelles à la Baie James. Elle permet la construction d'un barrage sur la rivière Eastmain et doit durer 50 ans[40].
- 28 octobre : Isabelle Boulay et Garou sont les interprètes de l'année lors du Gala de l'ADISQ. Gabrielle Destroismaisons est la révélation de l'année. Les Respectables sont le groupe de l'année[41].

### Novembre
- 1er novembre : à cause de la situation économique, Pauline Marois présente un second budget dont les dépenses seront de 51.929 milliards de dollars. De nouvelles sommes sont injectées dans la santé, les garderies et l'entretien des routes. 13 000 nouveaux logements seront également construits[14].
- 4 novembre : premières élections municipales dans les grandes villes fusionnées. À Montréal, Gérald Tremblay remporte la victoire contre Pierre Bourque et obtient un conseil majoritaire. À Québec, Jean-Paul L'Allier défait Andrée P. Boucher mais doit se contenter d'un conseil minoritaire. Jean Garon devient de son côté maire de Lévis[35].
- 13 novembre : Richard Legendre devient ministre de la Jeunesse, du Tourisme, des Loisirs et des Sports[14].

### Décembre
- 7 décembre : la Cour suprême refuse d'entendre la cause sur la légalité de la loi 170[42].
- 21 décembre : Québec et Ottawa signent l'entente finale sur la construction de logements sociaux[35].

## Naissances
- 6 juillet - Henri Picard (acteur)
- 11 octobre - Alexis Lafrenière (joueur de hockey)
- 27 décembre - Devon Levi (joueur de hockey)

## Décès
- 29 janvier Pierre Roche (pianiste,compositeur, interprète) (º 27 mars 1919)
- 30 janvier - Charlotte Boisjoli (actrice) (º 12 juin 1923)
- 1er février - André d'Allemagne (fondateur du RIN) (º 14 octobre 1929)
- 14 mars - Jean Besré (acteur) (º 22 juin 1936)
- 16 mars - Juliette Huot (actrice) (º 9 janvier 1912)
- 2 avril - Charles Daudelin (peintre) (º 1er octobre 1920)
- 27 mai - Gilles Lefebvre (musicien) (º 30 juin 1922)
- 3 juin - Maurice Breton (avocat et homme politique) (º 15 août 1909)
- 16 juin - Jean-Maurice Simard (homme politique) (º 12 juin 1931)
- 3 juillet - Mordecai Richler (écrivain) (º 27 janvier 1931)
- 24 juillet - Georges Dor (chanteur et compositeur) (º 10 mars 1931)
- 16 septembre - Claudine Vallerand (Maman Fonfon) (º 8 octobre 1908)
- 21 septembre - Lawrence Corriveau (avocat) (º 1921)
- 2 octobre - Marc Gélinas (chanteur et acteur) (º 29 novembre 1937)
- 31 octobre - Solange Chaput-Rolland (écrivaine et femme politique) (º 14 mai 1919)
- 19 novembre - Marcelle Ferron (peintre) (º 29 janvier 1924)

### Articles généraux
- Chronologie de l'histoire du Québec (1982 à aujourd'hui)
- L'année 2001 dans le monde
- 2001 au Canada

### Articles sur l'année 2001 au Québec
- Gouvernement Bernard Landry
- Sommet des Amériques de Québec
- Liste des lauréats des prix Félix en 2001